# تي جاي ميدلتون
تي جاي ميدلتون (بالإنجليزية: T. J. Middleton)‏ مواليد 2 مايو 1968 في نيويورك، الولايات المتحدة، هو لاعب كرة مضرب أمريكي سابق بدأ مسيرته كمحترف سنة 1990 وكان يلعب باليد اليمنى، اعتزل اللعب في 2000. أعلى تصنيف له في الفردي كان المركز الـ 221 في سنة 1991. أعلى تصنيف له في الزوجي كان المركز الـ 63 في سنة 1991.

## روابط خارجية
- تي جاي ميدلتون على موقع رابطة محترفي التنس (الإنجليزية)
- تي جاي ميدلتون على موقع الاتحاد الدولي لكرة المضرب (الإنجليزية)
- تي جاي ميدلتون على موقع خلاصة التنس.كوم (الإنجليزية)
- تي جاي ميدلتون على موقع إي إس بي إن.كوم (الإنجليزية)